# کنار آمدن با مردگان
کنار آمدن با مردگان (فرانسوی: Petits arrangements avec les morts‎) یک فیلم به کارگردانی پاسکال فران است که در سال ۱۹۹۴ منتشر شد. از بازیگران آن می‌توان به شارل برلینگ و ژان پلگری اشاره کرد. این فیلم برنده دوربین طلایی از جشنواره فیلم کن شده‌است.